# Iwan Baba
Iwan Baba ist eine Insel im Osten der Halbinsel Kyik-Atlama auf der Krim.
Die Insel ist etwa 100 × 80 m groß und felsig. Von der Halbinsel Kyik-Atlama ist sie nur ungefähr 10 m entfernt. Anfang der 1920er Jahre stand eine steinerne Kapelle auf der Insel. Der nächstgelegene Ort auf Kyik-Atlama ist Ordschonikidse.